# How About Me
How About Me (kor. 나 어때) – pierwszy cyfrowy singel grupy Girl's Day. Został wydany 22 lipca 2010 roku.

## Informacje o albumie
Jest to ostatnie wydawnictwo, w którym uczestniczyły Jisun i Jiin zanim odeszły z grupy we wrześniu 2010 roku.
| CD | CD                                    | CD             | CD          | CD      |
| Nr | Tytuł utworu                          | Tekst          | Kompozycja  | Długość |
| -- | ------------------------------------- | -------------- | ----------- | ------- |
| 1. | „How About Me (kor. 나 어때)”         | Hwang Sung Jin | Shin In Soo | 3:31    |
| 2. | „How About Me (Inst.) (kor. 나 어때)” | –              | Shin In Soo | 3:29    |